# Beat Happening
Beat Happening är ett lo-fi-indiepopband från Olympia i Washington i USA. Bandet bildades 1982, och består av Calvin Johnson på gitarr och sång, Bret Lunsford på gitarr och trummor och Heather Lewis på trummor, gitarr och sång. 1985 kom bandets första LP, Beat Happening, utgiven som det första albumet någonsin på Calvin Johnsons eget bolag, det legendariska K Records. Sedan dess har de släppt ytterligare fyra album på K, samt flera singlar och två samlingsskivor.
Officiellt har bandet aldrig upplösts, trots att de sedan 1992 endast har gett ut en singel, "Angel Gone" (2000). Calvin Johnson har efter Beat Happening spelat i banden Dub Narcotic Sound System, The Halo Benders, Sons of the Soil och The Hive Dwellers, samt gett ut soloskivor. Lunsford driver Knw-Yr-Own Records och anordnar What the Heck Fest i sin hemstad Anacortes i Washington, och spelar i bandet D+.

## Medlemmar
- Bret Lunsford – gitarr, trummor
- Calvin Johnson – gitarr, sång
- Heather Lewis – trummor, gitarr, sång

## Diskografi
Studioalbum
- Beat Happening (KLP001, 1985)
- Jamboree (KLP002, 1988)
- Black Candy (KLP006, 1989)
- Dreamy (KLP003, 1991)
- You Turn Me On (KLP007, 1992)

EP
- Beat Happening Cassette (1984)
- Three Tea Breakfast Cassette (1984)
- Crashing Through EP (1988)
- Beat Happening/Screaming Trees EP (1988)

Singlar
- Our Secret / What's Important (1984)
- Look Around / That Girl (1987)
- Honey Pot / Don't Mix The Colors (1988)
- Red Head Walking / Secret Picnic Spot (1990)
- Nancy Sin / Dreamy (1990)
- Sea Hunt / Knock On Any Door (1991)
- Angel Gone / Zombie Limbo Time (2000)

Samlingsalbum
- Crashing Through (7-CD-box, 2002)
- Music to Climb the Apple Tree By (B-sidor och rariteter, 2003)